# Hideaki Ōmura
Hideaki Ōmura (大村 秀章, Ōmura Hideaki) est un homme politique japonais, né le 9 mars 1960 à Hekinan. Il est élu au poste de gouverneur de la préfecture d'Aichi en 2011.